# Puchar Europy w narciarstwie alpejskim 2016/2017
Puchar Europy w narciarstwie alpejskim 2016/2017 – zawody Pucharu Europy w narciarstwie alpejskim w sezonie 2016/2017. Rywalizacja mężczyzn rozpoczęła się 29 listopada 2016 r. w fińskim Levi, zaś pierwsze kobiece zawody zaplanowano na 4 grudnia 2016 r. w norweskim Trysil. Ostatnie zawody z tego cyklu zostały rozegrane wspólnie, między 17 a 19 marca 2017 r. we włoskim Innichen. 

## Puchar Europy w narciarstwie alpejskim kobiet
Wśród kobiet, Pucharu Europy z sezonu 2015/2016 broniła Norweżka Maren Skjøld, w tym sezonie triumfowała jej rodaczka, Kristina Riis-Johannessen.
W poszczególnych klasyfikacjach triumfowały:
- zjazd:  Sabrina Maier
- slalom:  Anna Swenn-Larsson
- gigant:  Kristin Lysdahl
- supergigant:  Nadine Fest
- superkombinacja:  Nadine Fest

## Puchar Europy w narciarstwie alpejskim mężczyzn
U mężczyzn, Pucharu Europy z sezonu 2015/2016 bronił Norweg Bjørnar Neteland, w tym sezonie triumfował Gilles Roulin ze Szwajcarii.
W poszczególnych klasyfikacjach triumfowali:
- zjazd:  Gilles Roulin
- slalom:  Reto Schmidiger
- gigant:  Elia Zurbgiggen
- supergigant:  Gilles Roulin
- superkombinacja:  Stefan Rogentin